# Balaklija
Balaklija (in ucraino Балаклія?, in russo Балаклея?, Balakleja) è una città ucraina (26 334 abitanti) nel distretto di Izjum, nell'oblast' di  Charkiv. Ospita l'amministrazione della comunità territoriale di Balaklija, una delle comunità territoriali dell'Ucraina
Fino al 18 luglio 2020 Balaklija è stata il centro amministrativo del distretto di Balaklija, abolito come parte della riforma amministrativa dell'Ucraina, che ha ridotto a sette il numero dei distretti dell'oblast' di Charkiv. L'area del distretto di Balaklija è stata fusa nel distretto di Izjum.
È stata fondata dai cosacchi nel 1683. In passato era nota con il nome di Bulakleja in russo Булаклея?.